# Rafael Hettsheimeir
Rafael Hettsheimeir (* 16. Juni 1986 in Araçatuba) ist ein brasilianischer Basketballspieler. Er spielt auf der Position des Centers.

## Karriere
Rafael Hettsheimeir begann seine Profilaufbahn in der Saison 2003 bei COC/Ribeirão Preto. Bereits in seinem ersten Jahr gewann er mit seinem Klub die Campeonato Paulista (Staatsmeisterschaft von São Paulo). Im Jahr 2005 wechselte der 19-jährige Hettsheimeir nach Spanien und unterschrieb für Akasvayu Girona, spielte aber 2005/06 leihweise in der dritten Liga für CB Vic. Im Jahr 2007 sicherte sich CB Estudiantes seine Dienste, verlieh ihn jedoch an den Zweitligisten Plus Pujol Lleida. In seinen zwei Spielzeiten bei den Katalanen brachte er es auf durchschnittlich 5,2 Rebounds und 11,1 Punkte pro Spiel.
Zur Saison 2009/10 unterschrieb Hettsheimeir für den ebenfalls zweitklassigen CAI Zaragoza, wurde jedoch von November 2009 bis Februar 2010 an Xacobeo Blu:sens verliehen, um dort den verletzten Drago Pašalić zu ersetzen. Am 15. November debütierte er mit den Galiciern in der Liga ACB, überzeugte auf Anhieb, spielte sich in die Starting Five und brachte es in elf Einsätzen auf 9,2 Punkte und 6,4 Rebounds pro Spiel. Nach Ablauf der Leihperiode, kehrte Hettsheimeir zu Zaragoza zurück, mit denen er die Saison als Meister der zweiten Spielklasse beendete und in die Liga ACB aufstieg. Seine guten Leistungen konnte er auch in den Saisons 2010/11 und 2011/12 bestätigen und entwickelte sich zu einer der Entdeckungen der Liga ACB. Im Oktober 2012 unterschrieb Hettsheimeir für den spanischen Spitzenklub Real Madrid. Mit dem spanischen Rekordmeister erreichte er das Endspiel der Euroleague und gewann die Meisterschaft. Nach Abschluss der Saison wechselte Hettsheimeir zu Unicaja Málaga.

### Nationalmannschaft
Rafael Hettsheimeir debütierte 2005 für die brasilianische Basketballnationalmannschaft und gewann mit ihr im selben Jahr die Goldmedaille bei der Basketball-Amerikameisterschaft in der Dominikanischen Republik. Auch 2011 spielte er mit seinem Land um den kontinentalen Titel, verlor jedoch das Endspiel mit 75:80 gegen Gastgeber Argentinien. Hettsheimeir brachte es im Laufe des Turniers auf 9,2 Punkte und 4,1 Rebounds pro Spiel. Aufgrund einer Knieverletzung konnte er nicht an den Olympischen Spielen 2012 in London teilnehmen.

## Erfolge und Ehrungen
Real Madrid
- Spanische Meisterschaft: 2012/13

CAI Zaragoza
- Meister Liga Española de Baloncesto: 2009/10

COC/Ribeirão Preto
- Campeonato Paulista: 2003, 2004

Nationalmannschaft
- Basketball-Amerikameisterschaft 2011: Silber
- Basketball-Amerikameisterschaft 2005: Gold